# Hizenita-(Y)
La hizenita-(Y) és un mineral de la classe dels carbonats que pertany al grup de la tengerita. El nom deriva de Hizen, l'antic nom de la localitat tipus d'aquest mineral entre els segles VII i XVI.

## Característiques
La hizenita-(Y) és un carbonat de fórmula química Ca₂Y₆(CO₃)11·14H₂O. Va ser aprovada com a espècie vàlida per l'Associació Mineralògica Internacional l'any 2011, sent publicada per primera vegada el 2013. Cristal·litza en el sistema ortoròmbic.
L'exemplar que va servir per a determinar l'espècie, el que es coneix com a material tipus, es troba conservat al Museu Kitakyshu d'Història Natural i Història Humana, al Japó, amb el número de registre: kmnhm000001.

## Formació i jaciments
Va ser descoberta al Japó, concretament a la localitat de Mitsukoshi, a Hizen-cho (Karatsu, Prefectura de Saga), on es troba associada a altres minerals com: tengerita-(Y), lokkaïta-(Y) i kimuraïta-(Y). Aquest indret del Japó és l'únic a tot el planeta on ha estat descrita aquesta espècie mineral.